# Office des migrations internationales
Ne doit pas être confondu avec Organisation internationale pour les migrations.
Pour les articles homonymes, voir OMI.
L’Office des migrations internationales (OMI) était un établissement public français à caractère administratif relevant du ministre chargé du travail. L’OMI a succédé en 1988 à l’Office national d’immigration (ONI).

## Mission
Selon l'article L 341-9 du code du travail :
« Sous réserve des accords internationaux, les opérations de recrutement en France et l’introduction en métropole de travailleurs originaires des territoires d’outre-mer et des étrangers, de recrutement en France des travailleurs de toutes nationalités pour l’étranger sont conférées à titre exclusif à l’Office des migrations internationales.

Il est interdit à tout individu ou groupement autres que cet Office de se livrer à ces opérations.
En outre, l’Office des migrations internationales a mission de participer aux actions administratives, sanitaires et sociales relatives :
a) au contrôle, à l’accueil, au séjour d’une durée inférieure ou égale à trois mois ou à l’établissement des étrangers en France ainsi qu’à leur rapatriement ou à leur insertion dans le pays d’origine ;
b) à l’emploi des Français à l’étranger ;

c) à la réinsertion en France des Français ayant résidé à l’étranger. »

## Histoire
En 2004, l'OMI des Bouches-du-Rhône a perdu un procès concernant des travailleurs agricoles qui demandaient une application plus stricte du code du travail français.
En 2005, l’Agence Nationale de l’Accueil des Étrangers et des Migrations (ANAEM) a remplacé l’Office des migrations internationales (OMI) et le Service Social d’Aide aux Émigrants (SSAÉ).

## Directeurs
- 1990 à 1993 : Dominique Bur